# Shanshui

Shanshui (chinois : 山水, shān shuǐ, montagne-eau), est un terme chinois qui évoque le paysage littéraire et pictural. En tant que forme propre à la peinture chinoise le modèle du shanshui a été repris, sous d'autres formes, dans une partie de la peinture coréenne et de la peinture japonaise anciennes.
Dans la peinture chinoise ce terme désigne, plus précisément, un type de paysage naturel, non urbain, ou sa représentation, et qui comporte toujours des inscriptions calligraphiées. Un site géographique doit comporter une inscription pour être un paysage shanshui. Ces calligraphies sont alors à considérer comme formes d'expression graphique et comme contenu littéraire, de style poétique ou autre. L'art chinois de la peinture de paysage shanshui a servi de modèle à la conception du jardin chinois, accompagné d'inscriptions calligraphiées sur des rochers, sur des stèles ou tout autre support.

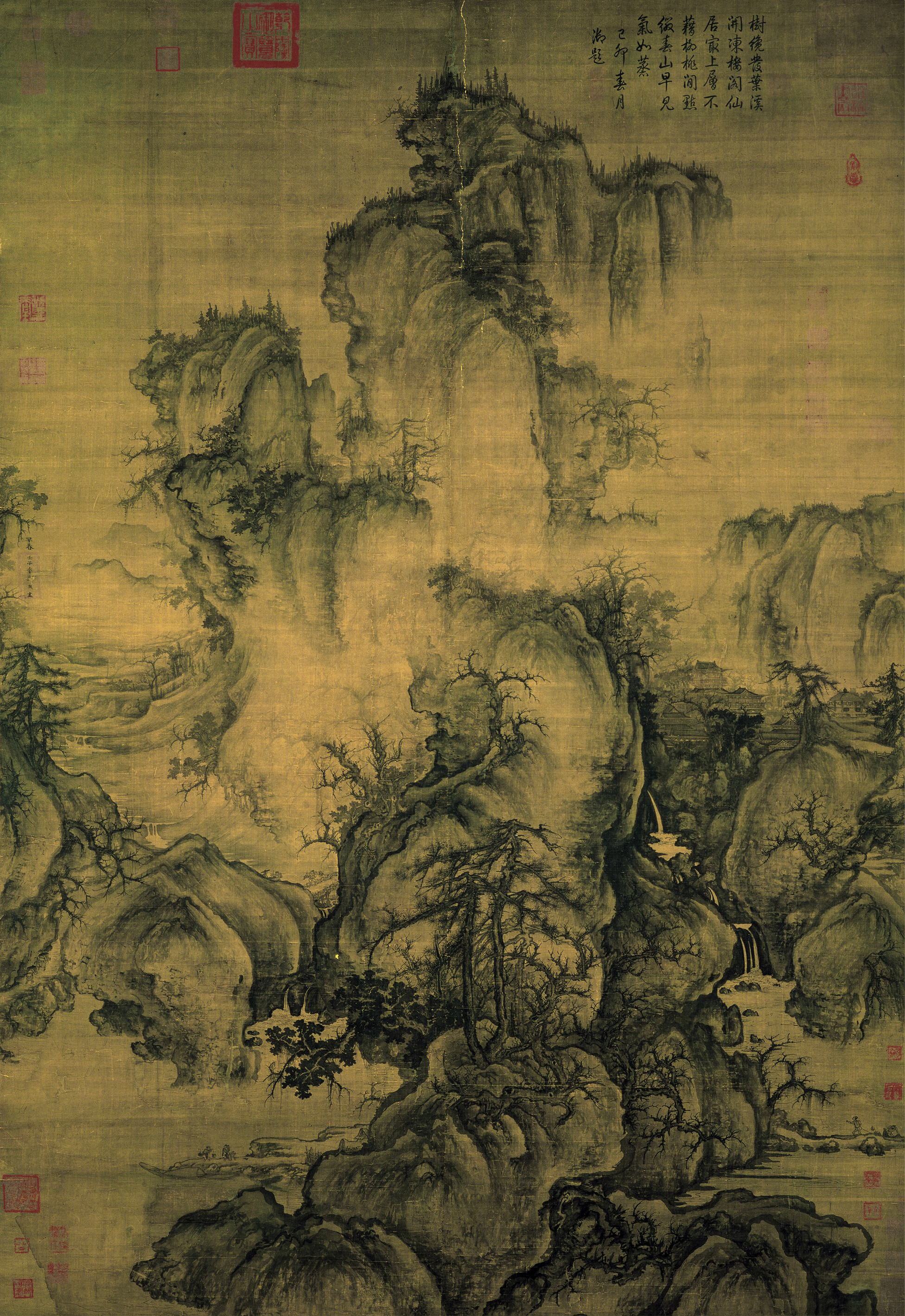
Paysage à l'entrée du printemps 1072, Guo Xi, (actif 1067-1085), rouleau vertical mural, encre sur soie, 158,3 × 108,1 cm. National Palace Museum, Taipei.

## Histoire
Apparu dès le IVe siècle, ce genre de peinture a pris de l'ampleur pendant les Xe, XIe et XIIe siècles, sous les Cinq Dynasties et la dynastie Song. C'est la forme majeure de la peinture pratiquée par les peintres lettrés, ou plus exactement par les lettrés qui trouvent un exutoire à leurs activités administratives, quand ils en ont, dans la pratique artistique de la peinture. La peinture « montagne et eau » servira de modèle pour penser le jardin chinois.

## Quelques concepts et éléments dushanshui

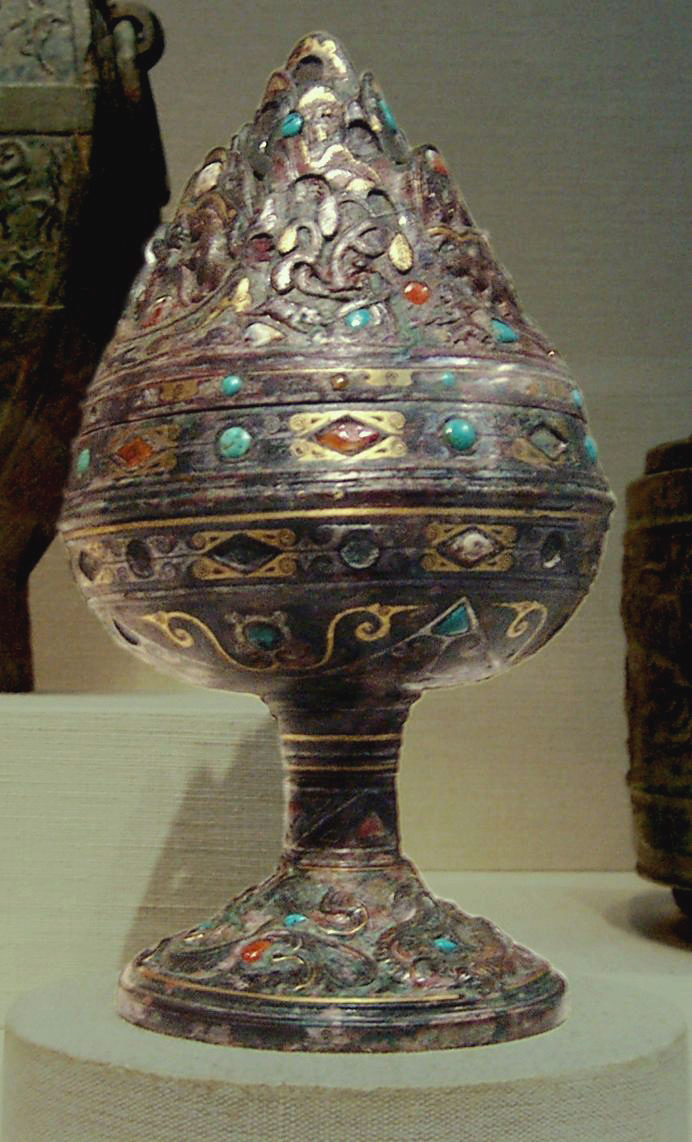
Brûle parfum, Han occidentaux, bronze, or, turquoise et cornaline, Freer and Sackler Galleries, Washington D.C.

Avant d'être une peinture de paysage, le shanshui désigne un espace naturel hautement socialisé. On parle de culture du shanshui (shanshui wenhua) qui donne l'occasion d'apprécier collectivement des sites célèbres, sur lesquels des groupes sociaux se retrouvent et jouissent collectivement du spectacle de la nature. Mais cette jouissance ne dépend pas de la seule appréciation visuelle d'un paysage de simple campagne, champ et jardins : tianyuan ne doit pas être confondu avec le shanshui. Ce type de paysage porte systématiquement des inscriptions calligraphiées. L'inscription établit l'harmonie entre l'homme et le monde. Elle désigne le paysage dans l'espace culturel chinois. C'est pourquoi l'art du shanshui comme beaucoup d'autres éléments caractéristiques de l'art chinois est empreint de la cosmologie chinoise où se fondent des concepts venus du Yi Jing et du taoïsme. Le paysage naturel shanshui est donc composé d'un ensemble de formes topographiques précises, « montagne et eau », qui incarnent ces deux unités cosmogoniques : la montagne correspondant au principe yang et l'eau au principe yin.
Les paysages shanshui sont centrés sur le rapport : montagnes et eaux. Dans la tradition chinoise, les montagnes comme les fleuves et les mers sont vus comme des endroits sacrés, et, pour ce qui concerne les montagnes, proches du Ciel, demeure des dieux. Les montagnes mythiques, comme le mont Kunlun, séjour des immortels, sont représentées entourées d'eaux, comme des îles. C'est dans les monts et dans les fleuves que se trouvent les secrets de l'immortalité.
Dans la Chine ancienne le pouvoir dont disposent les princes et ensuite l'empereur leur est conféré par leur position symbolique, entre le commun des mortels et les phénomènes naturels inexpliqués, considérés comme des entités. La position des montagnes dans l'espace symbolique, proches du Ciel, fait que les princes et les empereurs obtiennent la caution des dieux en sacrifiant sur les montagnes sacrées.
L'efficacité des rites est donc une excellente caution du pouvoir. Sous les Han, obsédés de perdurer, la quête de l'immortalité, les expéditions vers les monts mythiques se manifestent en particulier dans leurs célèbres brûles-parfums en forme de montagnes des Immortels. Ce sont parmi les premières formes de shanshui et les formes archaïques de ce que les Occidentaux appellent bonzaï. Le Vide et les souffles de nuages en constituent des éléments très importants. Le Vide qui les pénètre de toutes parts participe de l'évocation du « Vide médian », dans le taoïsme chinois, lequel fait jouer l'énergie vitale au sein même de la matière, de la montagne en particulier. La vallée est l'espace vide par excellence dans le shanshui.

## Principes dushanshuipictural
Quand un peintre chinois réalise une peinture shanshui, il n'essaie pas de reproduire de manière réaliste ce qu'il a pu voir dans la nature, il travaille parfois sans avoir jamais vu tel site, mais il évoque des sensations et des pensées sous forme picturale et littéraire qui lui viennent de son rapport au paysage par un jeu d'allusions associées à chaque élément dans le paysage et aux effets de « résonances » en jeu dans l'inscription.

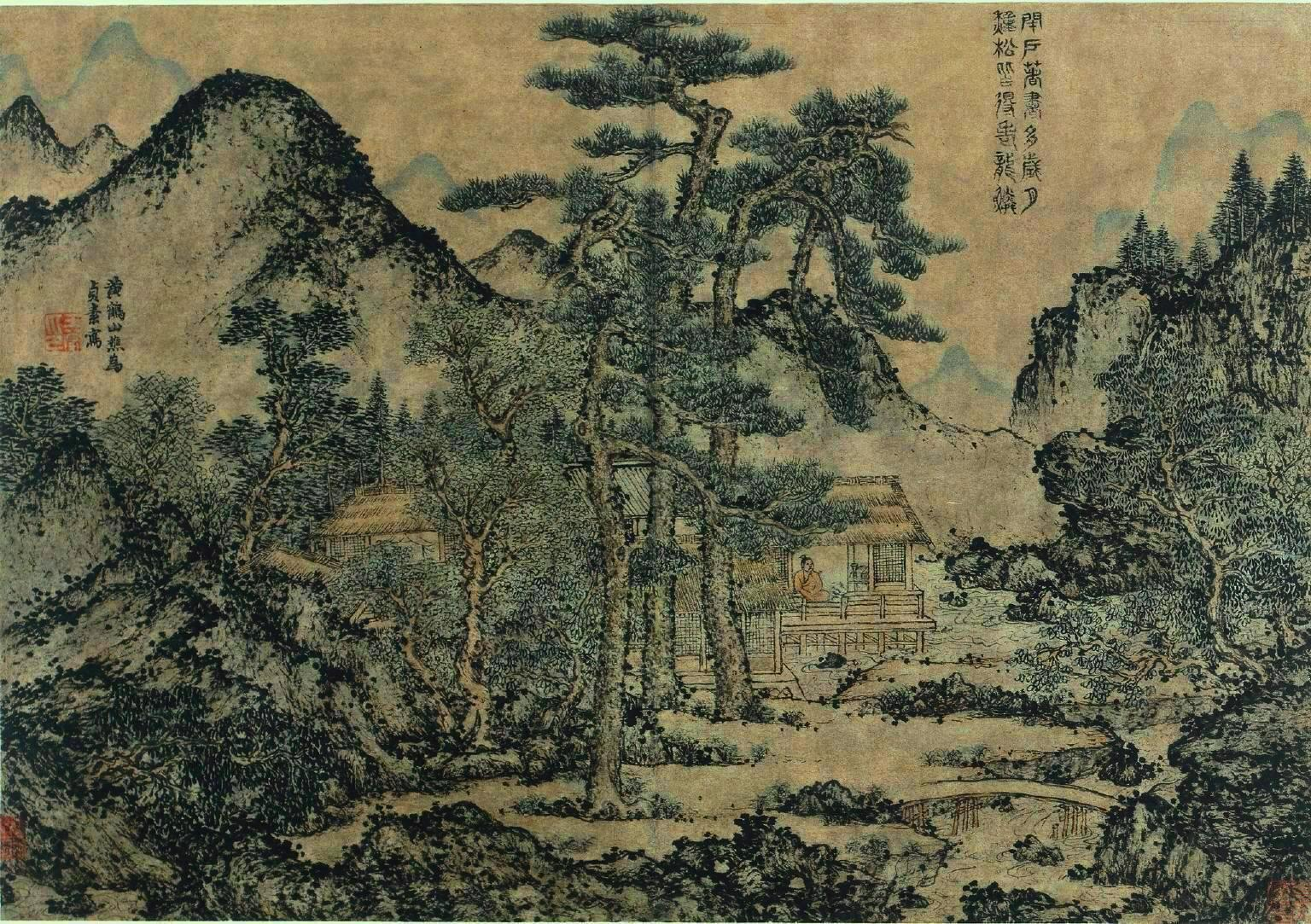
En écrivant des livres sous les pins, Wang Meng, 1279-1368, feuille d'un double album monté en rouleau vertical, 66,7 × 70,5 cm, Cleveland Museum of Art.

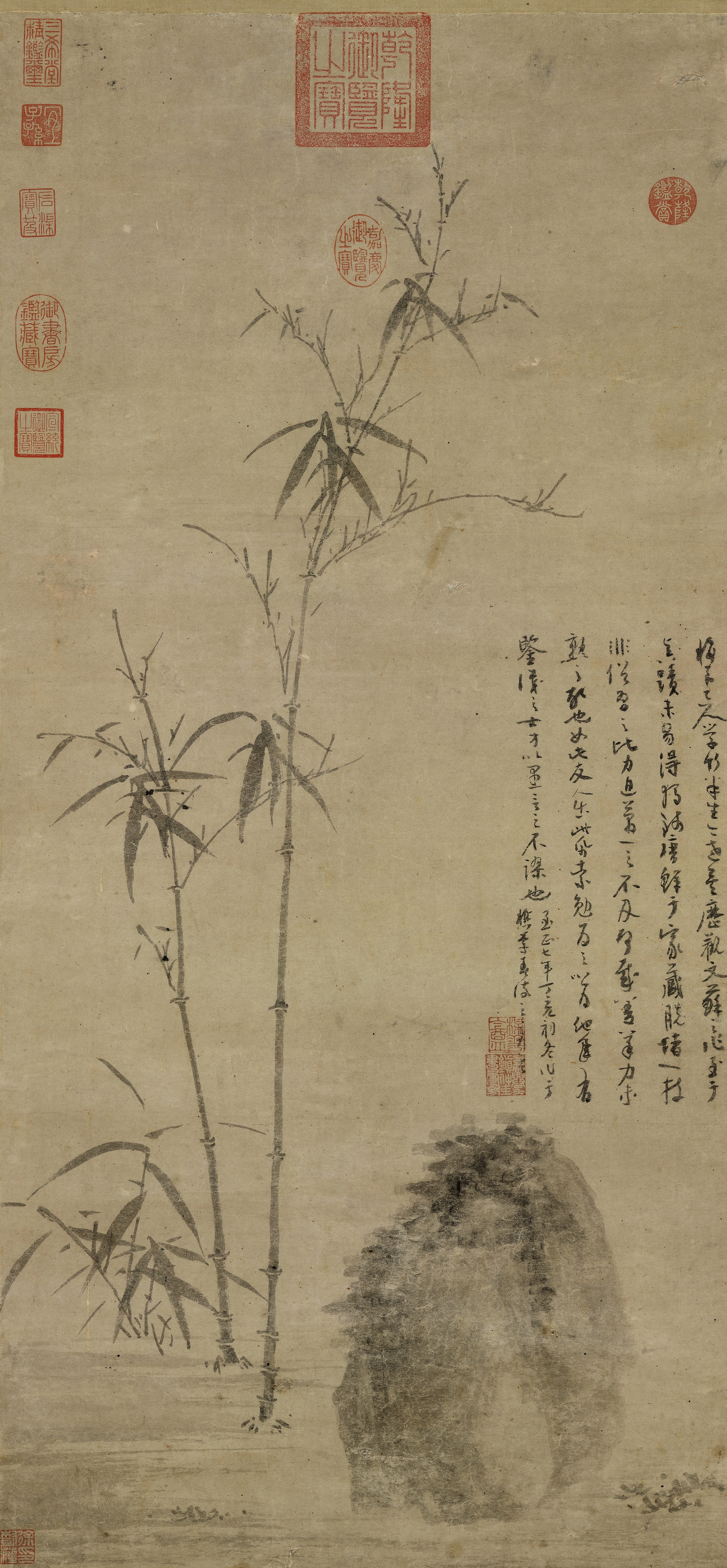
Bambous et rochers, Wu Zhen, encre sur papier, rouleau vertical, 90,6 × 42,5 cm. National Palace Museum, Taipei.

À l'époque des Song du Nord, dans la conception de la peinture de lettrés qui se forge à cette époque et où le peintre doit être à l'unisson du monde, sa peinture n'est plus la reproduction de celui-ci mais une représentation qui en manifeste les principes. La méditation pratiquée par le poète et peintre Su Shi, doit l'amener dans un état de vide intérieur, à être plus réceptif sinon même « habité » par les mouvements de l'univers. Il laisse alors agir en lui le tao, en ayant, selon la formule explicite : « collines et ravins en son sein ». D'ailleurs le peintre lettré chinois, depuis Su Shi mais surtout après les Yuan, a pour principe de réagir immédiatement à son image mentale lorsque cette vision lui permet de réaliser sa peinture le plus spontanément qu'il est possible. C'est dans ce contexte qu'il faut interpréter la phrase de Huang Tingjian, à propos de son ami Su Shi : 
« C'est parce qu'il avait en son sein collines et ravins qu'il a pu ainsi réaliser ce vieil arbre tordu sous le vent et le givre. »

### Composition picturale
Une peinture de shanshui se compose autour d'un élément principal : montagne et eau. Elle se construit pour être « lue » de bas en haut, dans le cas d'une composition verticale, rouleau vertical ou mural ou feuille d'album verticale. Elle est construite pour être « lue » de droite à gauche dans un rouleau horizontal ou une feuille d'album horizontale. Elle conduit le regard en jouant sur la durée du « cheminement » à l'intérieur de la peinture.
- un chemin - Les chemins ne sont jamais droits mais au contraire tortueux. Les chemins peuvent être aussi représentés par des rivières ou encore par la marque de la course du soleil derrière les montagnes.
- le bout du chemin - Le chemin conduit vers un point particulier. Ce point peut être : une montagne, son ombre sur le sol, ou encore le ciel.
- le cœur - Le cœur est le point focal de la peinture et tous les éléments doivent conduire le regard vers ce point. Le cœur définit la signification de la peinture.